# Jamna (wieś)
Jamna – wieś w Polsce położona w województwie małopolskim, w powiecie tarnowskim, w gminie Zakliczyn.
| SIMC    | Nazwa        | Rodzaj    |
| ------- | ------------ | --------- |
| 0836750 | Kąty         | część wsi |
| 0836767 | Potoki       | część wsi |
| 0836773 | Soliska      | część wsi |
| 0836780 | Zagórzeńskie | część wsi |

W latach 1975–1998 miejscowość administracyjnie należała do województwa tarnowskiego.
24 września 1944 wieś została otoczona przez Wehrmacht, SS, żandarmerii niemieckiej oddziały ukraińskiej SS „Galizien”. Wywiązała się potyczka z partyzantami. Po wycofaniu się partyzantów, Niemcy wkroczyli do wsi i zabijali napotkanych mieszkańców. Zabili 23 osoby i spalili 30 zabudowań.
Na wzgórzu w Jamnej, w dniach 25 i 26 września 1944 r. rozegrała się zwycięska bitwa batalionu „Barbara” 16. pp Armii Krajowej.
Istnieje tu założony przez dominikanina ojca Jana Górę Dom Św. Jacka, ośrodek duszpasterstwa akademickiego „Respublica Dominicana” oo. dominikanów z Poznania. Dom Św. Jacka powstał po przekazaniu dominikanom w 1992 r. przez Gminę Zakliczyn reprezentowaną przez Wójta Gminy Stanisława Chrobaka budynku dawnej szkoły na Jamnej wraz z przylegającym terenem. 3 maja 2001 r. nastąpiło poświęcenie kościoła pod wezwaniem Matki Bożej Jamneńskiej – Matki Niezawodnej Nadziei, którego dokonał prymas Polski, kardynał Józef Glemp i powstało Sanktuarium Matki Bożej Niezawodnej Nadziei. 7 maja 2019 r. w Rzymie Generał Zakonu Dominikanów o. Bruno Cadoré wydał akt erygowania domu zakonnego pod wezwaniem Matki Bożej Niezawodnej Nadziei w Jamnej.
Działa tutaj Chatka Włóczykija – obiekt agroturystyczny z informacją turystyczną powstały w 2009 r. na tarasie widokowym z ekspozycją na Pogórze Rożnowskie i Tatry oraz Schronisko Dobrych Myśli, serwujące potrawy z listy produktów regionalnych. 
Cykliczne wydarzenia w Jamnej:
- druga połowa maja – Festiwal Piosenki Turystycznej Pod Słońce – organizator Starostwo Powiatowe w Tarnowie, Chatka Włóczykija, Zakliczyńskie Centrum Kultury,
- 14 sierpnia – Zlot Matek Boskich organizowany przez Dom św. Jacka,
- 15 sierpnia – Święto Matki Bożej Zielnej organizowane przez Starostwo Powiatowe w Tarnowie i Dom św. Jacka,
- koniec września – rajd szlakiem batalionu „Barbara” organizowany przez PTTK w Tarnowie,
- koniec września - uroczystości religijno - patriotyczne organizowane przez Dominikanów na Jamnej, gminę Zakliczyn i powiat tarnowski w rocznicę bitwy i pacyfikacji Jamnej 25 i 26 września 1944 r.[9]
- druga połowa października – OSPA – Otwarta Scena Piosenki Autorskie, przyciągająca sympatyków poezji śpiewanej.